# Discorbidae
Discorbidae es una familia de foraminíferos bentónicos de la superfamilia Discorboidea, del suborden Rotaliina y del orden Rotaliida. Su rango cronoestratigráfico abarca desde el Luteciense (Eoceno medio) hasta la Actualidad.

## Clasificación
Discorbidae incluye a los siguientes géneros:
- Acarotrochus
- Crouchina
- Disconorbis
- Discorbina
- Discorbis
- Lamellodiscorbis
- Orbitina
- Rotorbinella
- Rotorbis
- Schaferina
- Strebloides
- Trochulina

Otros géneros considerados en Discorbidae son:
- Buccella, antes en la Familia Trichohyalidae de la Superfamilia Chilostomelloidea
- Gavelinopsis, antes en la familia Rosalinidae
- Rotaliella, tradicionalmente considerado en la familia Rotaliellidae

Otros géneros considerados en Discorbidae y clasificados actualmente en otras familias son:
- Neodiscorbinella, ahora en la familia Pegidiidae
- Neoeponides, ahora en la familia Eponididae
- Spinodiscorbis †, ahora en la familia Pegidiidae

Otros géneros considerados en Discorbidae son:
- Allotheca, aceptado como Discorbis
- Aristerospira, aceptado como Discorbis
- Auriculina, de estatus incierto, considerado sinónimo posterior de Discorbina, pero también de Pulvinulina,
- Cyclodiscus, aceptado como Discorbis
- Discorbinita, aceptado como Neodiscorbinella de la Familia Pegidiidae
- Discorbites, aceptado como Discorbis
- Phanerostomum, aceptado como Discorbis
- Platyoecus, aceptado como Discorbis
- Pseudobaggina †
- Trochulina, aceptado como Discorbina